# 八元数環
数学における体 F 上の八元数代数または八元数環（はちげんすうかん、英: octonion algebra）とは、F 上 8-次元の合成代数、すなわち F 上 8-次元の単位的非結合多元環でノルム（ノルム形式）と呼ばれる非退化二次形式 N を備えたものをいう。ノルム N は、条件
{\displaystyle N(xy)=N(x)N(y)}
を A の各元 x, y について満たす。
最もよく知られた八元数環は、実数体 R 上の八元数環である古典的なケーリーの八元数全体の成す多元体 O である。分解型八元数の全体もやはり R 上の八元数環を成す。 R-代数の同型の違いを除いて R 上の八元数環はこの二つのみである。
分解型八元数環はその二次形式 N が等方的である（つまり、N(x) = 0 となる非零ベクトルをもつ）ような八元数環をいう。体 F 上の分解型八元数環は F-代数の同型を除いて一意的に存在する。F が代数閉体または有限体のとき、それは F 上の唯一の八元数環である（「通常型」の八元数環は存在しない）。
八元数環は必ず非結合的になるが、より弱い形の結合性条件を満たす交代代数になる。さらに、任意の八元数環はムーファン恒等式を満足するので、その可逆元全体は（ノルムが 1 の元全体と同様に）ムーファン・ループをなす。

## 分類
フルヴィッツの定理は「ノルム形式の F-同型類は F-八元数環の同型類と一対一に対応する」というものである。さらに、ノルム形式として可能なものは、ちょうど F 上のフィスター 3-形式になっている。
F の代数閉体上の F-八元数環はどの二つも同型となるから、ここに非可換ガロワコホモロジーの概念を適用することができる。特に、分解型八元数環の自己同型群は分解型代数群  G2 であるという事実を用いれば、F-八元数環の同型類と F 上の G2-主等質空間（トルソー）の同型類との対応を見ることができる。これらの同型類は非可換ガロワコホモロジー集合 {\displaystyle H^{1}(F,G_{2})} を成す。